# Giulia Formenton
Giulia Formenton (Venezia, 16 marzo 1998) è una canoista italiana.

## Biografia
È originaria di Oriago e ha frequentato il liceo Giordano Bruno di Mestre.
È laureata in Ingegneria Biomedica presso l'Università di Pavia
È stata quattro volte campionessa del mondo di Canoa discesa, e ha vinto tre argenti.
Ai Campionati Europei ha vinto tre argenti e quattro bronzi.
Ha vinto due volte la coppa del mondo di specialità discesa Kayak, 2022, 2023.